# مراد عمدوني
مراد عمدوني (مواليد 21 يونيو 1988) هو عداء سباقات متوسطة وطويلة فرنسي.